# Otto Koehler
Otto Koehler, né le 20 décembre 1889 à Insterbourg en province de Prusse-Orientale et mort le 7 janvier 1974 à Fribourg-en-Brisgau, est un éthologiste et zoologiste allemand.

## Biographie
Fils du pasteur d'Insterburg (Prusse-Orientale), il effectue des études secondaires de lettres classiques comme boursier à l’École régionale de Pforta, puis est admis à l'âge de 17 ans à l'université de Fribourg-en-Brisgau.
Au cours de la Première Guerre mondiale, Otto Koehler, après seulement trois jours de formation, reprend en 1915 la direction du service de bactériologie d'un hôpital militaire de 800 lits près de Metz. En 1916, il participe à la création d'un hôpital en Anatolie : l'armée allemande l'envoie pour l'occasion en mission en Turquie et en Palestine ; là, il est arrêté et détenu une année dans un camp anglais de prisonniers, à Nazareth. Au mois de novembre 1919, il retrouve sa place d'assistant de Franz Doflein, qui entre-temps a été muté à Breslau. Le 15 mars 1920, il soutient sa thèse d'habilitation en Zoologie, physiologie et anatomie comparée. La même année, il épouse à Breslau le Dr. Anne-Marie Deditius, fille du conseiller à la Construction de Lübeck Eugen Deditius. Leur fille, Barbara, est née à Breslau.
Otto Koehler est nommé professeur surnuméraire et conservateur des collections anatomiques de l'université de Munich en 1923. En 1925 il est promu Directeur de l'Institut de Zoologie et du musée de l'Université de Kœnigsberg. Là, il étudie entre autres les réactions des vers planaires aux contacts cutanés, aux sollicitations thermiques, visuelles ou chimiques. Outre des expériences de rejet, au moyen desquelles il mit en évidence la sensibilité infiniment supérieure aux agressions chimiques de la face antérieure de ces vers à la face postérieure, Koehler analysa leur comportement dans un environnement neutre. C'est ainsi qu'il mit en évidence les différences de comportements entre différentes espèces de ces vers, celles autochtones des ruisseaux de montagnes et celles des rivières de plaine. Il poursuivit par des recherches sur l'aptitude à différencier des formes et sur l'acuité visuelle de différents insectes, et sur la systématique animale.
Il a effectué plusieurs expériences de perception du nombre chez les oiseaux (pigeons, choucas, corbeaux) et mis en évidence leur capacité à distinguer les quantités jusqu'à cinq. Ces travaux exercèrent une certaine influence sur Piaget.